# Джек Темплер: Охотник на монстров
«Джек Темплер: Охотник на монстров» (англ. Jack Templar Monster Hunter) — роман американского писателя Джеффа Гануса в жанре ужасов, боевиков и подростковой литературы. Впервые издан в 2012 году американским издательством «Seven Guns» на английском языке. На русском языке впервые издан азербайджанским издательством «TEAS Press» в переводе Эльвины Багировой. Право перевода и печати книги на русском принадлежит «TEAS Press». Книга является первой из гексалогии Гануса под названием «Хроники Темплера». Для аудитории 11 лет и старше.

## Краткое описание сюжета
Джек Смит — обычный среднестатистический американский подросток. Завтра ему исполнится 14 лет. Он сирота и живёт со своей тётей Софи в Саннивейле. Сегодня, в последний день его тринадцатилетия, он проснулся очень сильным и почувствовал в себе перемены. По дороге в школу ему встречается уродливый, бледный мужчина с устрашающей улыбкой и длинными черными ногтями и острыми зубами и говорит: «Хорошо, перемены начались. Завтра, когда мы найдем тебя, все будет куда интереснее». Джек считает это маскировкой обычного чокнутого парня, но с сильным страхом и быстрым ходом идет в школу. В школе он дерется с хулиганом Дирком, после чего его зовут в комнату директора миссис Фитчер. Он видит, что Фитчер превратилась в уродливого монстра с крыльями и падает со стула. Когда входит классный руководитель мисс Хестер, Фитчер обратно превращается в человека, вследствии чего Джек опять считает это просто галлюцинацией.
После школы он встречает девочку-подростка по имени Ева, которая утверждает что она из «Чёрной Гвардии» — древнего ордена, который воюет с монстрами уже тысячилетиями. Оказывается, Джек из древнего рода охотников на монстров — Темплеров. Монстры ждут его день рождения, ибо согласно древнеми акту "Кваудертоцим"а, дети монстров и людей непрекосновенны вплоть до их четырнадцатилетия. Он Избранный (по роману — «Он»), так как его род являлся самым главным и лидерствующим в борьбе против монстров.
Джеку предстоит узнать, является ли всё это правдой, сразиться с монстрами, узнать секреты, он обязан победить Лорда монстров — древнего вампира Рена Лукре (но сможет ли он) и… узнать, где сейчас его отец, которого он в течение 13-лет считал погибшим на войне. Ему предстоит стать тем, кем он и должен быть. Ему присоединяются его лучшие друзья — Уилл и Бойл по-прозвищу «Ти-рекс».

## Отзывы
Журнал «Kirkus Reviews»: «Ганус раскрывает перед юными читателями мир, полный страха, риска и монстров. Роман богат волнующими сценами сражений, неожиданных открытий и тайн».

## Трейлер
Трейлер книги был впервые представлен 1 января 2013 года на официальном YouTube-канале Джеффа Гануса.

## Продолжение
Продолжение книги вышло в марте 2013 года. Название — «Джек Темплер и Академия Охотников на монстров». Права печати и перевода книги на русском языке, как все шесть книг серии, принадлежат «TEAS Press».